# Tour de l'Ain 2000
Il Tour de l'Ain 2000, dodicesima edizione della corsa, si svolse dal 9 al 13 agosto 2000 su un percorso di 634 km ripartiti in 4 tappe (la prima suddivisa in due semitappe) più un cronoprologo, con partenza da Saint-Didier-sur-Chalaronne e arrivo al Grand Colombier. Fu vinto dal kazako Sergej Jakovlev della Besson Chaussures davanti al francese Thierry Loder e al neozelandese Christopher Jenner.

## Tappe
| Tappa  | Data      | Percorso                                                                      | km    | Vincitore di tappa  | Leader cl. generale |
| ------ | --------- | ----------------------------------------------------------------------------- | ----- | ------------------- | ------------------- |
| Prol.  | 9 agosto  | Saint-Didier-sur-Chalaronne > Saint-Didier-sur-Chalaronne (cron. individuale) | 5,6   | Thor Hushovd        | Thor Hushovd        |
| 1ª-1ª  | 10 agosto | Saint-Didier-sur-Chalaronne > Saint-Vulbas                                    | 110   | Jean-Michel Tessier | Linas Balciunas     |
| 1ª-2ª  | 10 agosto | Saint-Vulbas > Bourg-en-Bresse                                                | 92,7  | Linas Balciunas     | Samuel Plouhinec    |
| 2ª     | 11 agosto | Bohas > Divonne-les-Bains                                                     | 156,9 | Samuel Plouhinec    | Thierry Loder       |
| 3ª     | 12 agosto | Bellegarde-sur-Valserine > Bellegarde-sur-Valserine                           | 153,6 | Frédéric Gabriel    | Thierry Loder       |
| 4ª     | 13 agosto | Lagnieu > Grand Colombier                                                     | 115,2 | Denis Leproux       | Sergej Jakovlev     |
| Totale | Totale    | Totale                                                                        | 634   |                     |                     |

## Dettagli delle tappe

### Prologo
- 9 agosto: Saint-Didier-sur-Chalaronne > Saint-Didier-sur-Chalaronne (cron. individuale) – 5,6 km

| Pos. | Corridore          | Squadra         | Tempo |
| ---- | ------------------ | --------------- | ----- |
| 1    | Thor Hushovd       | Crédit Agricole | 6'41" |
| 2    | Frédéric Finot     | Crédit Agricole | a 6"  |
| 3    | Yoann Le Boulanger | Cofidis         | a 7"  |

| Pos. | Corridore    | Squadra         | Tempo |
| ---- | ------------ | --------------- | ----- |
| 1    | Thor Hushovd | Crédit Agricole | 6'41" |

### 1ª tappa - 1ª semitappa
- 10 agosto: Saint-Didier-sur-Chalaronne > Saint-Vulbas – 110 km

| Pos. | Corridore           | Squadra         | Tempo    |
| ---- | ------------------- | --------------- | -------- |
| 1    | Jean-Michel Tessier | FDJ             | 2h29'25" |
| 2    | Saulius Ruskys      | VC Saint        | s.t.     |
| 3    | Christopher Jenner  | Crédit Agricole | s.t.     |

| Pos. | Corridore       | Squadra  | Tempo    |
| ---- | --------------- | -------- | -------- |
| 1    | Linas Balciunas | VC Saint | 1h58'21" |

### 1ª tappa - 2ª semitappa
- 10 agosto: Saint-Vulbas > Bourg-en-Bresse – 92,7 km

| Pos. | Corridore          | Squadra  | Tempo    |
| ---- | ------------------ | -------- | -------- |
| 1    | Linas Balciunas    | VC Saint | 1h58'21" |
| 2    | Stéphane Petilleau |          | a 1"     |
| 3    | Bertrand Mercier   |          | a 40"    |

| Pos. | Corridore        | Squadra       | Tempo    |
| ---- | ---------------- | ------------- | -------- |
| 1    | Samuel Plouhinec | Jean Delatour | 3h58'40" |

### 2ª tappa
- 11 agosto: Bohas > Divonne-les-Bains – 156,9 km

| Pos. | Corridore        | Squadra       | Tempo    |
| ---- | ---------------- | ------------- | -------- |
| 1    | Samuel Plouhinec | Jean Delatour | 3h58'40" |
| 2    | Thierry Loder    | Cofidis       | a 1"     |
| 3    | Sylvain Chavanel | Bonjour       | a 19"    |

| Pos. | Corridore     | Squadra | Tempo    |
| ---- | ------------- | ------- | -------- |
| 1    | Thierry Loder | Cofidis | 8h33'41" |

### 3ª tappa
- 12 agosto: Bellegarde-sur-Valserine > Bellegarde-sur-Valserine – 153,6 km

| Pos. | Corridore        | Squadra       | Tempo    |
| ---- | ---------------- | ------------- | -------- |
| 1    | Frédéric Gabriel | Bonjour       | 4h09'11" |
| 2    | Christophe Oriol | Jean Delatour | a 1"     |
| 3    | Ludovic Martin   |               | a 5"     |

| Pos. | Corridore     | Squadra | Tempo     |
| ---- | ------------- | ------- | --------- |
| 1    | Thierry Loder | Cofidis | 12h43'58" |

### 4ª tappa
- 13 agosto: Lagnieu > Grand Colombier – 115,2 km

| Pos. | Corridore            | Squadra           | Tempo    |
| ---- | -------------------- | ----------------- | -------- |
| 1    | Denis Leproux        | Big Mat           | 3h06'27" |
| 2    | Sergej Jakovlev      | Besson Chaussures | a 1'32"  |
| 3    | Lorenzo Di Silvestro | Besson Chaussures | a 1'42"  |

| Pos. | Corridore          | Squadra           | Tempo     |
| ---- | ------------------ | ----------------- | --------- |
| 1    | Sergej Jakovlev    | Besson Chaussures | 15h52'47" |
| 2    | Thierry Loder      | Cofidis           | a 11"     |
| 3    | Christopher Jenner | Crédit Agricole   | a 1'22"   |

## Classifiche finali

### Classifica generale
| Pos. | Corridore           | Squadra                   | Tempo     |
| ---- | ------------------- | ------------------------- | --------- |
| 1    | Sergej Jakovlev     | Besson Chaussures         | 15h52'47" |
| 2    | Thierry Loder       | Cofidis                   | a 11"     |
| 3    | Christopher Jenner  | Crédit Agricole           | a 1'22"   |
| 4    | Ludovic Martin      |                           | a 3'10"   |
| 5    | Alexandre Botcharov | Ag2r Prévoyance-Décathlon | a 3'34"   |
| 6    | Sylvain Chavanel    | Bonjour-Toupargel         | a 3'41"   |
| 7    | Gabriel Rasch       |                           | a 4'00"   |
| 8    | Christophe Oriol    | Jean Delatour             | a 4'04"   |
| 9    | Noan Lelarge        | Bonjour-Toupargel         | a 4'08"   |
| 10   | Samuel Plouhinec    | Jean Delatour             | a 4'43"   |